# Fusillade du col de Nangpa La

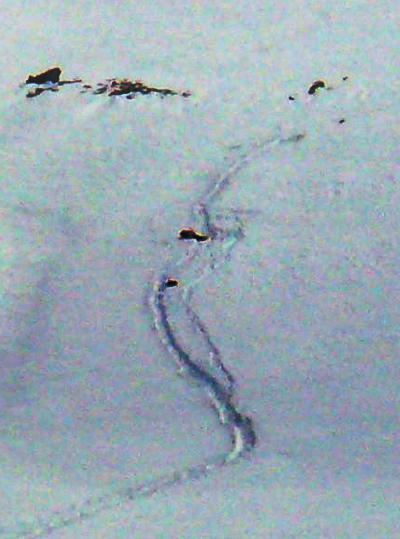
Kelsang Namtso étendue dans la neige après sa mort, photo de Pavle Kozjek

Durant la fusillade du col de Nangpa La, qui s'est déroulée le 30 septembre 2006, au moins deux Tibétains ont été tués alors qu'ils fuyaient le Tibet en franchissant la frontière tibéto-népalaise au col de Nangpa La. Les victimes de la fusillade ont été touchées par des balles tirées par des gardes-frontières chinois. L'une d'elles, une nonne de 17 ans nommée Kelsang Namtso, touchée par balle, est morte dans la neige ; l'autre, Kunsang Namgyal, serait morte dans un centre de détention chinois des suites de ses blessures.

## Description des événements
Le 30 septembre 2006, un groupe de 75 Tibétains comprenant des femmes et de jeunes enfants ainsi que leurs deux guides fuyaient le Tibet vers le Népal en traversant le col himalayen de Nangpa La situé à 5 700 mètres d’altitude. Des gardes-frontières chinois ont ouvert le feu sur le groupe et tué Kelsang Namtso, une nonne de 17 ans, juste avant le passage du col. Kunsang Namgyal, un jeune homme de 23 ans, a été touché deux fois à la jambe puis emmené par la police et serait mort dans un centre de détention chinois des suites de ses blessures.
Parmi ces 75 Tibétains, 41 ont pu échapper à la fusillade et atteindre le territoire népalais, où ils ont pu rejoindre le centre de réception de réfugiés tibétains de Katmandou. Deux semaines plus tard, ils atteignirent Dharamsala, en Inde, qui était leur destination. La plupart des membres du groupe étaient âgés de 20 à 30 ans et certains étaient accompagnés d'enfants d’une dizaine d’années.
Le col du Nangpa La, situé entre le Tibet et le Népal (région de Khumbu), est un itinéraire de commerce fréquenté depuis des siècles. De nombreux Sherpas ont rejoint le Népal il y a 400 ans à travers ce passage. Depuis l’invasion chinoise du Tibet de 1950, un grand nombre de réfugiés se sont joints aux caravanes de yaks. Tandis que de nombreux Tibétains traversent le passage afin de vendre leur artisanat traditionnel et des marchandises chinoises sur le marché de Namche Bazar avant de revenir au Tibet, certains cherchent refuge au Népal ou en Inde. Le col est également ouvert aux trekkeurs étrangers. Les caravanes traversant le Nangpa La croisent souvent des grimpeurs au camp de base de Cho Oyu, situé à proximité. Des commerçants tibétains franchissent le passage non seulement en hiver, quand personne n’observe, mais également pendant la saison du trek.
La fusillade a été observée, à partir du camp de base de Cho Oyu, par plusieurs dizaines d'alpinistes de toutes nationalités. Ils ont vu les militaires chinois mettre un genou à terre, viser et ouvrir le feu sur le groupe de Tibétains. Deux de ces alpinistes ont tenté de contacter le monde extérieur le plus vite qu'ils le purent. Le premier article alarmant a été publié le 2 octobre 2006 par ExplorersWeb.
Un guide de montagne britannique, escaladant le mont Cho Oyu au même moment, a déclaré à International Campaign for Tibet (ICT) : « Il y avait environ 60 alpinistes au camp de base qui ont pu observer l’incident. Ils ont vu les soldats chinois avancer, s’agenouiller, viser et ouvrir le feu de façon répétée sur le groupe de Tibétains totalement désarmés. »
Certains alpinistes ont publié leurs photos et films et plusieurs d'entre eux ont témoigné de ce qu'ils ont vu. Les images incluent les soldats chinois escortant des survivants qui n'ont pas pu traverser la frontière, en particulier les enfants. Les vidéos montrent la police chinoise tirant sur des civils très éloignés tentant d’échapper à la fusillade. Plusieurs alpinistes pensent que plus de 2 réfugiés ont été tués lors de l'incident, certains témoins oculaires parlent de 7 victimes. Selon Amnesty International, la Police armée du peuple, qui contrôle la frontière et les cols tibétains, serait responsable de la fusillade.
Après l'arrivée en Inde des survivants, le Tibetan Centre for Human Rights and Democracy (TCHRD) a tenu une conférence de presse au Press Club of India (PCI), à New Delhi, le 23 octobre 2006 à laquelle assistèrent les agences de Reuters, AFP, AP, The Sydney Morning Herald, CNN-IBN, Infocell, Deutsche Welle, Canadian Broadcasting Corporation, Swedish Radio, Press Trust of India, Pio TV, CBS News, Radio Free Asia, Voice of Tibet, Phayul.com et d'autres. L'un des réfugiés y déclara qu'il avait fui le Tibet afin de voir le 14e Dalaï Lama et de recevoir ses bénédictions.

## Détenus
D'après Amnesty international et  International Campaign for Tibet, les Tibétains détenus après la fusillade ont été battus et maintenus en détention plusieurs mois.

## Réactions internationales
Après la fusillade, quelques pays européens, les États-Unis et le Canada émirent des protestations officielles.
Le 23 octobre 2006, les autorités chinoises confirmèrent qu'une personne - Kelsang Namtso, une religieuse bouddhiste de 17 ans - avait été tuée lors de la fusillade. La Chine avait précédemment déclaré qu'une des personnes capturées au Nangpa La était morte à l'hôpital plus tard à cause d'un « manque d'oxygène ». 
Le 30 novembre 2006, lors de la réunion du Conseil des droits de l'homme de l'ONU à Genève en Suisse, « 16 ONG dans une déclaration commune ont questionné le Haut Commissaire pour les Droits Humains de l'ONU sur les mesures prises à propos des meurtres du 30 septembre de Tibétains au col de Nangpa. Un délégué chinois a fait une déclaration qui a contredit la déclaration précédente de la Chine sur la fusillade du col de Nangpa. »
Le gouvernement népalais, qui en janvier 2005 a ordonné la fermeture de la représentation du dalaï-lama à Katmandou et du Tibetan Refugee Welfare Office, peu avant que le roi Gyanendra ne s'arroge les pleins pouvoirs, ne condamne pas la fusillade du col de Nangpa La. Le Tibetan Refugee Welfare Office est toutefois rouvert le 30 juin 2006.

## Chronologie des événements
- 30 septembre - La fusillade se produit à 10 h 30, heure locale.
- 30 septembre - Un médecin d'une expédition d'escalade du Cho Oyu appelle un journal de son pays d'origine et raconte ce dont il a été témoin.
- 2 octobre - Le premier rapport de la fusillade est publié sur MountEverest.net ; la source est un guide d'expédition occidental.
- 4 octobre - Les agences de presse internationales majeures commencent à relayer l’information. .
- 9 octobre - Les survivants atteignent Katmandou, la capitale népalaise, et se voient accorder le statut de réfugiés par le centre de l'UNHCR de la ville.
- 10 octobre - Les alpinistes roumains Alex Găvan et Sergiu Matei[4] donnent le premier compte rendu oculaire de la fusillade à MountEverest.net. Avant cela, ils ont participé à une émission en direct du Camp de base de Cho Oyu avec la radio roumaine ProFM et ont publié leur dépêche sur le site Internet de l'expédition.
- 10 octobre - Le policier britannique Steve Lawes est interviewé par l'Ambassade chinoise à Katmandou.
- 11 octobre - Les expéditions d'alpinisme du Cho Oyu sont retournées au Népal et le journal britannique The Independent rapporte que, dans la capitale népalaise, des diplomates chinois recherchent et essayent de faire taire les alpinistes occidentaux et les Sherpas qui ont observé les meurtres de réfugiés tibétains sur le Nangpa la semaine précédente ; en conséquence, plusieurs alpinistes étrangers quittent le pays aussi vite que possible.
- 11 octobre - L'alpiniste slovène Pavle Kozjek contacte le MountEverest.net avec les premières images de l'incident.
- 12 octobre - L'ambassadeur américain en Chine, Clark T. Randt, évoque personnellement de façon formelle les critiques du Gouvernement des États-Unis contre le traitement des réfugiés par la Chine, lors de sa visite au ministère des Affaires étrangères à Pékin.
- 12 octobre - L'alpiniste humaniste qui a le premier rapporté la fusillade par les gardes-frontières chinois visite le Centre de transit des réfugiés tibétains à Katmandou ; il rencontre certains de ceux qui ont échappé à la fusillade et discute avec eux.
- 12 octobre - L'agence de presse officielle chinoise Xinhua rapporte que des soldats furent « contraints de se défendre » lorsque des individus essayant de franchir la frontière les attaquèrent (en leur lançant des pierres)[11].
- 13 octobre - MountEverest.net diffuse la première vidéo de l'incident : « There is no excuse, China: Nangpa La VIDEO shows border guards sharpshoot refugees » (Il n'y a pas d'excuse. Chine : une VIDÉO tournée à Nangpa La montre des gardes-frontières tirant sur des réfugiés).
- 14 octobre - Sergiu Matei est interviewé par la chaîne roumaine de télévision ProTV et un film de la fusillade est montré[12].
- 16 octobre – L'Organisation des nations et des peuples non représentés publie son premier appel après « les meurtres extrajudiciaires par des soldats chinois ».
- 17 octobre - MountEverest.net cherche d’autres témoins de la fusillade.
- 17 octobre - EverestNews.com déclare que l’avenir de l'escalade s’assombrit et demande l’opinion des alpinistes : « Que doit-on faire » ?
- 18 octobre - International Campaign for Tibet reçoit de nouvelles photos de la fusillade d'un alpiniste britannique.
- 19 octobre - Le Parlement tibétain en exil exhorte le Haut Commissaire des Nations unies pour les réfugiés de prendre en compte la fusillade du Nangpa-La.
- 21 octobre - Les survivants qui ont atteint Katmandou se dirigent vers Dharamsala en Inde, le siège du gouvernement tibétain en exil et chef spirituel des bouddhistes tibétains, le Dalaï Lama.
- 23 octobre - Les autorités chinoises confirment qu'une deuxième personne - Kelsang Nortso, une religieuse bouddhiste de 25 ans - a été tuée durant l'incident.
- 24 octobre - Trois survivants - Thupten Tsering, (un moine tibétain de 23 ans), Dolma Palkyi (une jeune fille de 16 ans) et Lobsang Choeden (26) - donnent une conférence de presse à New Delhi.
- 25 octobre - Le groupe du Réseau international pour le Tibet, travaillant sur une campagne à l’occasion des Jeux olympiques d'été de 2008 organisés en Chine, lance une pétition par Internet adressée au Président du Comité international olympique (Jacques Rogge) et au Président chinois Hu Jintao.
- 26 octobre - Human Rights Watch appelle à une investigation indépendante sur la fusillade.
- 26 octobre - Radio Free Asia rapporte que la Chine détient trois guides de montagne et plus de 50 réfugiés tibétains à la suite de la fusillade du Nangpa La, dans un climat de crainte à Lhassa.
- 26 octobre - Le Parlement européen adopte une motion commune pour une Résolution sur le Tibet ; Votants : 66 Pour, 0 Abstention, 0 Contre.
- Octobre - Fin octobre, des protestations (politiques), manifestations, rassemblements et/ou campagnes de courriels condamnant les meurtres du Nangpa La, et des prières pour les victimes, se sont tenus dans (plusieurs) villes de divers pays (Népal, Inde, États-Unis, Canada, Royaume-Uni, Australie, Hollande, Belgique, République tchèque, Norvège, Suisse, Liechtenstein, Italie, France, Allemagne...).
- 31 octobre - Epoch Times publie un long entretien avec un autre témoin oculaire, chirurgien du Danemark.
- 30 novembre - Human Rights Watch publie un entretien avec deux survivants de la fusillade.
- 30 novembre - Alors que le Conseil des droits de l'homme des Nations unies commence sa troisième séance à Genève (Suisse), 16 ONG questionnent dans une déclaration commune le Haut Commissaire pour les droits de l’Homme de l'ONU sur les mesures prises à la suite des meurtres du 30 septembre de Tibétains au col de Nangpa.
- 10 décembre - Pour la 58e journée internationale des droits de l'homme, des rassemblements sur les droits de l'homme interviennent dans de nombreux pays, attirant l'attention sur les  meurtres du Nangpa La.
- 9 juillet 2008 - Une plainte visant sept responsables politiques et militaires chinois et citant la  fusillade du col de Nangpa La a été déposée par le Comite de Apoyo al Tibet, la Casa del Tibet et Thubten Wangchen devant la justice espagnole[13]. Si, à la suite de pressions émanant d'Israël, de la Chine et des États-Unis, le Sénat espagnol est amené, le 19 mai 2009, à limiter la loi de compétence universelle de sorte qu'elle ne s'applique qu'à des cas impliquant des Espagnols ou à des suspects présents sur le territoire de l'Espagne[14],[15], cela ne gêne nullement la procédure, Thubten Wangchen, un Tibétain en exil possédant la nationalité espagnole[16].
- Juin 2009 - Un juge espagnol s’est référé à la fusillade du col de Nangpa La.
- Août 2009 - Les autorités chinoises ont rejeté la demande judiciaire[17].

## Œuvre
- Murder in the snow de Mark Gould Australie, 2008[18].